# 기억

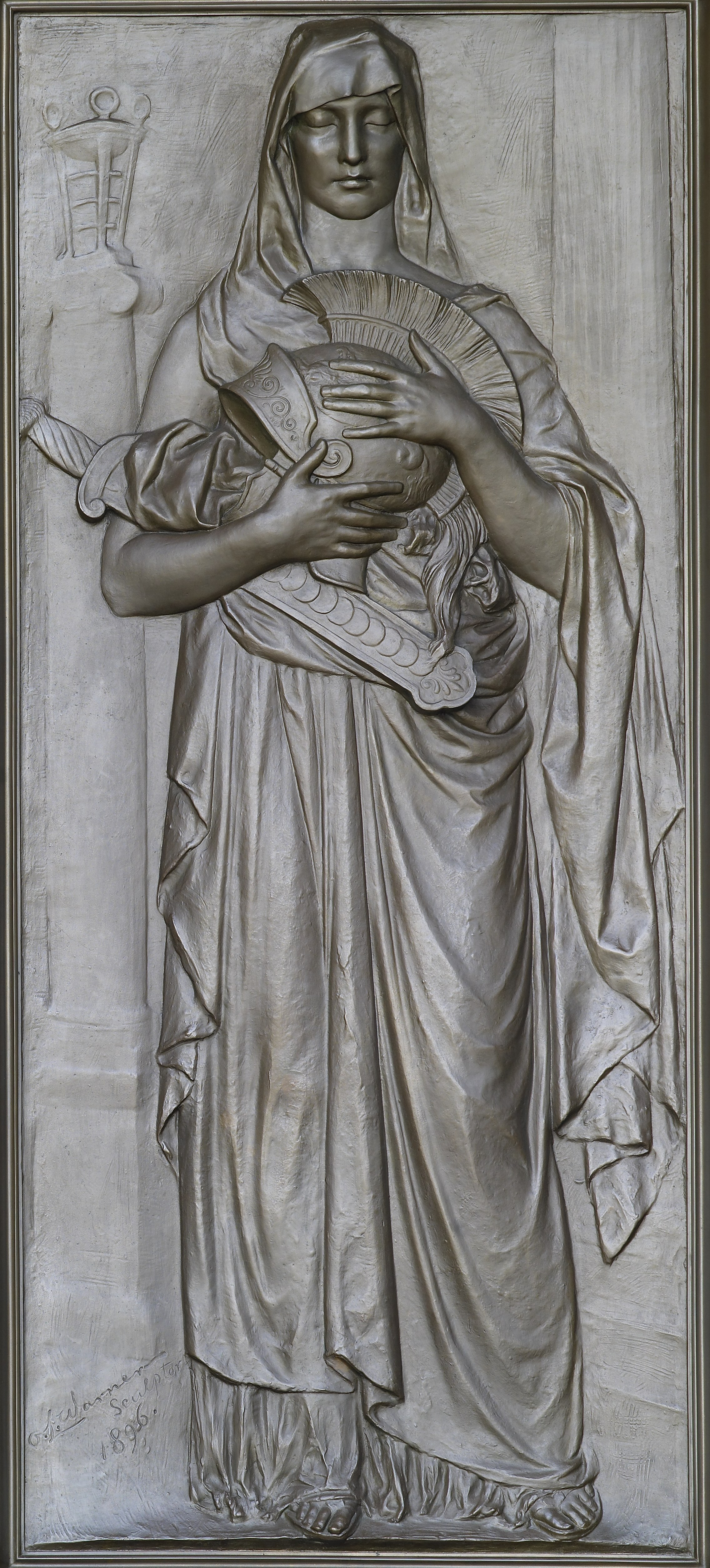
미국 의회도서관의 토머스 제퍼슨관 문에 새겨진 메모리상. 1896년 올린 레비 워너의 작품.

기억(記憶)은 시간이 지나도 지속되는 학습의 결과물로:178 경험한 바를 획득하고 저장하며 나중에 다시 회상할 수 있는 뇌의 기능이다. 기억은 시간이 지나도 정보를 보유하며 이를 통하여 미래의 행동에 영향을 미치게 된다. 기억되는 정보는 시각, 청각, 후각, 촉각 등 모든 감각 기관을 통한 경험뿐만 아니라 사건의 순서, 관련 자료와 정보, 수식과 같은 논리적 해석 등 매우 다양하다.
초파리와 같이 뇌를 지닌 생물뿐만 아니라 상자해파리와 같이 뇌를 지니지 않고 간단한 신경계만으로 이루어진 동물들도 경험한 정보를 기억하는 것이 보고되어 있다. 과거의 경험을 다시 떠올리는 회상, 과거에 경험한 것을 마주할 때 이전의 것을 확인하는 재인, 동일한 학습을 다시 반복할 때 보다 신속히 완료하는 재학습과 같은  파지를 측정하여 해당 대상이 기억을 지니고 있음을 확인할 수 있다.:179
인간은 특히 시각적 경험의 재인식에 뛰어난 기억력을 보인다. 5천여 명의 얼굴을 영구적으로 기억하고, 몇 십년이 지난 고등학교 졸업 앨범의 얼굴을 보며 누구인지 떠올릴 수 있다.:178-179 과거의 사건을 기억할 수 없다면 언어, 관계, 개인의 정체성 발전도 불가능할 것이다.
기억하던 것을 잊는 망각 역시 자연스러운 과정으로 마음게 크게 자리잡은 일들만이 상세하게 기억되고 나머지 소소한 것들은 시간이 지남에 따라 잊혀진다. 애써 기억하려 하여도 잠시 기억이 나지 않는 건망증이나 여러 원인으로 과거의 기억을 잃는 기억상실과 같은 일도 일어난다.
기억은 종종 감각처리를 통해 인식하는 감각 기억, 짧은 시간 동안 정보를 저장하는 단기 기억이나 작업 기억, 그리고 오랫동안 경험하고 학습한 일을 기억하는 장기 기억으로 구성된 정보 처리 시스템으로 설명된다. 이러한 시스템은 신경 세포의 커넥톰에 의해 작동하지만 세세한 메커니즘은 아직 완전히 규명되지는 않았다.
눈, 코, 입 등의 감각기관에 의해 수용되는 외부 세계의 물리적 화학적 자극은 감각처리를 통하여 인식되며, 이는 다양한 수준의 주의 집중이나 수용 의도등에 의해 영향을 받는다. 예를 들어 칵테일 파티 효과와 같이 사람이 많은 모임에서도 자신이 대화하고 싶은 목소리만 선택하여 집중하고 나머지 목소리들은 무시할 수 있다.  이렇게 인식된 정보는 당장의 활동을 위해 임시로 기억된다. 필요하면 과거의 경험을 회상하여 지금 작업하고 있는 내용에 참조할 수도 있다. 단기 기억이나 작업 기억은 지금의 행동이 완료된 뒤 크게 의미가 없으면 짧은 시간 뒤에 잊혀지지만, 필요한 경우 여러 방식의 작용을 통해 오랫 동안 기억하게 된다.
오랫동안 경험을 보존하는 장기 기억은 방식에 따라 명시적 기억과 암묵적 기억으로 구분된다. 명시적 기억에는 경험에 특정한 의미를 부여하는 의미 기억과 시간적 공간적 흐름에 따라 경험을 기억하는 일화 기억이 있다. 일반적으로 과거의 일을 회상할 때 먼저 떠오르는 것은 이러한 명시적 기억이다. 한편 암묵적 기억은 무의식적으로 기억되는 것들로서 따로 주의를 기울이지 않더라도 수행되는 작업과 같은 절차 기억이 있다. 일단 행동이 점화되면 의식적으로 기억이 활성화 되지 않더라도 다음 단계의 행동이 자동적으로 이어진다. 흔히 "몸이 기억한다"고 표현하는 절차 기억은 수 없이 반복된 학습이 무의식적 단계에서 기억되는 것이어서 그 만큼 느리고 점진적인 기술의 습득 과정이다.
기억은 모순없이 완벽하게 작동하지 않으며 많은 요인의 영향을 받는다. 감각의 수용 단계에서 부터 인식, 장단기 기억, 회상 및 재인의 과정 모두에서 오류가 있을 수 있다. 예를 들어 통증이 기억력 감퇴를 가져 온다는 것이 만성 통증 환자의 사례와 동물 실험을 통해 확인되었다. 새로운 자극에 얼마나 주의를 기울이는 지도 기억되는 정보양에 영향을 준다. 무심코 지나친 것들은 대부분 기억되지 않는다. 뇌에서 기억에 큰 관여를 하는 해마체가 손상되면 여러 기능 장애를 겪을 수 있다. 장기 기억이 망각되면 더 이상 기억된 정보를 꺼낼 수 없게 된다. 뇌와 신경계가 정상적으로 기능하더라도 기억은 시간의 경과에 따라 차츰 희미해지며 뇌의 손상이 있다면 기억의 양과 정확성 모두 악영향을 받는다. 알츠하이머병은 오랜 과거의 일은 비교적 또렷이 기억하지만 최근의 일에 대한 기억 보존은 어려움을 겪는다.:178

## 기억의 종류
인간의 기억을 유지 시간에 따라 구분하면 감각 기억과 단기 기억, 작업 기억, 장기 기억으로 구분한다.

### 감각 기억
감각 기억은 어떤 항목이 인지된 후 1초 이내에 감각에서 파생된 정보를 보유한다. 단 몇 초만 관찰하거나 암기하고 곧바로 이를 기억해 내는 능력이 감각 기억의 한 사례이다. 감각 기억은 인지적 통제를 받지 않는 자동적인 반응으로 시각적 정보의 경우 특별히 주의를 기울이지 않은 사항까지도 마치 사진을 찍은 것과 같이 기억해 낸다. 1963년 조지 스펠링은 시험 참가자에게 4개씩 3 줄로 구성된 문자 카드를 보여주고 이 가운데 특정 문자가 어디에 있었는 지를 기억하도록 하는 실험을 진행하였다. 모든 문자가 한 번에 보여 지지만 참가자들은 수백 밀리초 이내에 이미 기억이 저하되기 시작하여 모든 문자의 배열 전체를 보고할 수는 없었다. 이러한 종류의 기억은 매우 짧은 상태만 유지되어 연습을 통해 능력을 향상 시킬 수 없고 문자를 뒤섞어 다시 실험하면 참가자들은 동일한 기억 저하를 보인다.
감각 기억은 시각뿐만 아니라 청각과 촉각에서도 동일한 성향을 보인다. 감각 기억은 수용된 자극을 인식하기 위해 잠깐 정보를 저장하는 임시적 기억이다.

### 단기 기억
단기 기억은 사전의 준비 없이 몇 초에서 몇 분 사이 동안 직전의 경험을 기억하는 것이다. 조지 아미티지 밀러는 벨 연구소에서 실험을 통해 단기 기억이 처리할 수 있는 항목수는 7±2 정도라는 것을 확인하고 《마법의 수 7±2》를 발표하였다. 오늘날에는 이 것보다 더 낮은 4~5개 항목 정도가 일반적이라고 본다. 항목의 가지 수 대신 덩이로 묶인 보다 유연한 정보로 다루는 덩이짓기를 활용하면 단기 기억의 양을 늘릴 수 있다. 예를 들어 전화번호를 통째로 외우기는 힘들지만 지역번호-국번-고유번호로 덩어리를 지으면 보다 효과적으로 기억할 수 있다. 정보를 의미 있는 숫자 그룹으로 분리할 수 있기 때문이다. 이와 같은 원리는 다른 숫자의 나열을 기억하는 데도 도움이 된다.
1964년 콘래드의 연구에 따르면 단기 기억은 시각적 정보보다 청각적 정보에 더 의존적이다. 당시 단기 기억 실험에서 피험자는 음향적으로 유사한 E, P, D와 같은 문자를 떠올리는 데 더 어려우을 겪었다. 반면 시각적으로 유사한 문자를 기억하는 것에는 별다른 장애가 없었다. 그러나 이 실험은 문자의 인식을 바탕으로 이루어 진 것이어서 모든 감각적 경험으로 일반화하는 데는 무리가 있다.

### 장기 기억
기억할 수 있는 용량이 엄격히 제한되어 있는 감각 기억과 단기 기억 등과 달리 장기 기억은 훨씬 더 많은 사항을 오랫동안 보전할 수 있다. 인간이 얼마나 많은 사항을 오랫동안 기억할 수 있는 지는 정확히 알려져 있지 않지만, 임의의 숫자를 잠깐 기억하는 것은 7자리 정도에 불과하지만 자주 쓰는 전화번호와 같은 것은 훨씬 긴 숫자 나열임에도 보다 오랫동안 기억하여 몇 년이 지난 뒤에도 회상할 수 있다.
1966년 배들리의 발표에 따르면 단기 기억이 청각적 정보에 의존적인 반면 장기 기억은 의미에 따라 마음 속에 남는다. 배들리는 정보를 제공하고 단기 기억이 더 이상 남지 않는 20분 후에 대상을 다시 기억하도록 하였고 피험자들은 이를 크기, 무엇, 언제, 어디와 같이 주변의 다른 것들과의 관계 속에서 떠올리는 일화 기억으로 회상하였다. 사람들은 이러한 일화 기억을 통해 생일, 결혼식과 같은 특정 사건을 기억할 수 있다.
신경심리학이나 뇌과학과 같은 학문의 연구 결과 단기 기억은 전두엽, 특히 전전두엽 피질과 두정엽의 영역에서 일어나는 신경망의 활동 패턴에 의해 지원되지만, 장기 기억은 뇌 전체 신경 연결의 보다 안정적이고 영구적인 변화에 의해 유지된다는 것이 알려졌다. 장기 기억에 큰 영향을 미치는 해마체는 정보 자체를 저장하는 것처럼 보이지는 않지만 단기 기억이 장기 기억으로 통합되는데 필수적인 작용을 한다. 따라서 해마체가 제대로 기능하지 않으면 새로운 경험을 장기 기억으로 전환하기 어려워진다. 이러한 현상은 뇌전증 치료를 위해 해마체를 제거한 환자였던 헨리 몰래슨의 사례에서 처음 보고되었다. 해마체를 완전히 제거한 것으로 알려진 그는 새로운 경험을 기억하지 못했다. 사후 부검을 통해 확인한 결과 생각했던 것 보다 해마체의 손상이 적었기 때문에 장기 기억에 대한 해마체의 결정적 역할론에 대해서는 반론이 있다. 해마체는 새로운 경험 이후 3개월 이상의 기간 동안 신경 연결의 변경에 관여하는 것으로 알려져 있다.
DNA 차원에서도 장기 기억 저장과 관련한 작용이 알려져 있다. DNA 메틸화와 '프리온' 유전자가 장기 기억 유지에 관여할 수 있다.
2015년 연구에서 장기 기억의 유지에는 유전자 전사를 통한 단백질 합성이 필요하다는 점이 분명해졌다. 기억 촉진 유전자와 기억 억제 유전자가 각기 단백질 생성을 통해 장기 기억의 형성에 관여하며 이 과정에서 DNA의 메틸화와 탈메틸화가 이러한 조절의 주요 메커니즘으로 밝혀졌다.
상황에 따른 공포 조건화된 쥐는 새롭고 강력한 장기 기억을 갖게 되어 24시간 동안 해마체에서 약 1,000 개의 유전자 발현이 감소하고 약 500 개의 유전자 발현이 증가하여 해마체 총 유전체의 9.17 %가 변형되었다. 유전자 발현 감소는 해당 유전자의 메틸화와 관련이 있었다. 2022년 추가적인 연구로 장기 기억에 관여하는 메틸화의 분자 메커니즘이 밝혀졌다. 예를 들어 TOP2B에 의해 유발되된  DNA 회전 효소는 이중나선을 즉각적으로 절단할 수 있으며 메틸화 과정을 통해 신경 세포의 시냅스 신호 전달을 제어하는 단백질로 번역될 수 있다. 이렇게 변형된 신경세포의 커넥톰은 이후 안정적으로 유지되며 장기 기억을 보전한다.
장기 기억은 새로운 경험을 별개의 사항으로 기억하기 보다 기존의 장기 기억에 통합하여 유지한다. 이는 의미의 연결을 통해 장기 기억을 보다 잘 유지하도록 돕지만 반면에 기존의 기억에 의한 오인식, 새롭게 누적되는 경험에 의한 변형 등으로 시간이 지남에 따라 기억 자체가 변화하기도 한다.

### 다중 기억 모델

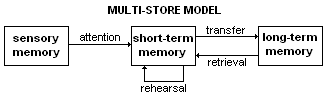
다중 기억 모델

1968년 아킨슨과 시프린은 다중 기억 모델을 제시하였다. 이 모델은 감각 기억과 단기 기억, 장기 기억 사이의 전환을 통해 어떤 것은 장기 기억에 까지 도달하여 오래 기억되고 어떤 것은 버려지는 메커니즘을 설명한 것이지만 너무 단순하다는 비판을 받았다.
실제 장기 기억은 일화 기억이나 절차 기억과 같은 더 세분화 된 하위 구성 요소를 지니고 있으며 단기 기억 역시 작업 기억과 구분될 필요가 있다. 또한 아킨슨-시프린의 다중 기억 모델은 장기 기억까지 도달하는 경로로 반복된 회상과 재인만을 제시하지만, 실제 경험의 기억은 반복 없는 사건도 오랫 동안 기억되는 경우가 있어 추가적인 다른 설명이 필요하다.
또한 아킨슨-시프린의 다중 기억 모델의 다이어그램과 달리 장기 기억은 시각, 청각, 촉각, 후각 등의여러 감각에 따라 구분된다. 1986년 즐로노가와 거버의 연구에서 사례로 제시된 뇌 손상으로 단기 기억에 어려움이 있는 환자 "KF"는 청각적 정보인 음성, 숫자, 문자, 단어 등의 기억에 이와 쉽게 구별되는 초인종 소리, 고양이 울음과 같은 소음의 영향을 받았지만, 시각적 기억에는 문제가 없었다. 이는 아킨슨-시프린의 다중 기억 모델과 실제 기억의 유지에 괴리가 있음을 시사한다.

### 작업 기억

작업 기억 모델

1974년 배들리와 힛치는 기존의 단기 기억 개념과 별개로 작동되는 "작업 기억 모델"을 제안하였다. 단기 기억이 단순히 자극의 확인과 인식으로 진행된다면, 작업 기억 모델은 보다 통합적인 이해와 행동에 관여한다. 이 모델은 중앙 관리자와 시공간 잡기장, 그리고 청각-언어적 정보를 다루는 음운 루프로 구성된다. 2000년 배들리는 이 모델을 확장하여 다중 일화적 완충기를 추가하였다.
"중앙 관리자"는 본질적으로 주의를 기울여 받아들인 감각을 저장하는 역할을 한다. 이렇게 저장된 경험은 음운 루프, 시공간 잡기장, 일화적 완충기의 세 요소로 전달된다.
"음운 루프"는 음운저장고와 조음통제과정의 두 하위 구조로 이루어져 있다. 음운저장고는 말소리를 부호화하여 의미를 부여하는 과정에 필요한 단기 기억이다. 약 1.5초에서 2초 정도 기억이 저장되며 "내적인 소리"라고 불리는 조음통제과정과 연동된다. 조음통제과정은 음운저장고의 기억을 반복하여 되새겨 정보를 유지하는 기능을 한다. 음운저장고의 기억은 조음통제과정의 암송과 반복이 없으면 2초 이후 사라진다. 이것이 상대의 말을 듣다가 잠시 주의를 딴 곳으로 돌리면 무슨 말을 하였는 지 놓지게 되는 원인이 된다. 귀는 계속하여 청각 감각을 전달하지만 뇌의 기억 작용이 이것을 제 때에 부호화 하지 못한 것이다.
"시공간 잡기장"은 얼마나 멀리 떨어져 있는 지를 추측하는 공간적 작업이나 집의 창문 수를 세는 시각적 작업과 같은 일에서 임시로 수행되는 기억 저장 기능이다. 심상을 자발적으로 시각화 사지 못하는 무상상증이 있는 사람은 시공간 잡기장을 사용할 수 없다.
"일화적 완충기"는 시각적, 공간적, 언어적 정보 등을 통합하여 연대기적으로 정렬한다. 이를 통해 우리는 영화나 이야기의 장면을 순서대로 정리하여 기억할 수 있다. 일화적 완충기는 또한 기억에 의미를 부여하는 연결을 통해 장기 기억 형성에 관여하는 것으로 추정된다.
작업 기억 모델은 음악을 들으며 책을 읽는 것과 같이 청각적 작업과 시각적 작업을 동시에 수행하는 것은 쉽게 처리하지만 비슷한 감각의 두 정보를 한 번에 처리하는 것은 어려워 하는 사람들의 실제 활동을 보다 잘 설명한다. 또한 우리가 일상 생활에서 벌이는 많은 학습과 행동이 가능할 수 있도록 하는 전제 조건이기도 하다.

## 유형
연구자들은 재인과 회상을 구별한다. 재인은 과거의 경험을 인식하는 것으로 어디선가 본 적 있는 얼굴의 확인, 언젠가 보았던 그림이라는 인식 등을 뜻한다. 반면 회상은 자신이 알고 있는 바를 곰곰히 떠올리는 작업으로 예를 들면 어떤 동작의 순서 제시나 단어의 목록 나열과 같은 행동이 있다.

### 정보별 유형
공간 기억은 공간에서 방향을 기억하고 익숙한 장소를 인식하는 능력과 관련이 있다. 사람에 따라 공간 기억의 형성에 어려움을 겪을 수 있다. 해마체에는 공간 기억을 담당하는 장소세포가 있다. 장소를 잘 찾지 못하는 경우를 흔히 "길치"라고 부르지만, 해마체는 공간의 복잡성에 따라 서로 다른 방식으로 공간 기억을 저장한다.
섬광 기억은 독특하고 매우 감정적인 사건에 대한 명확한 일화 기억이다. 충격적인 역사적 사건을 경험하면 사람들은 당시 자신이 어디에서 무엇을 하고 있었는 지와 같은 것을 세세하게 기억한다. 이렇게 형성된 기억은 마치 스냅 사진과 같이 또렷하게 기억되고 몇 십년이 지나도 잊혀지지 않는다. 세월호 침몰 사고 이후 몇 년이 지나도 당시 자신이 먹었던 점심 메뉴부터 그날 하루의 일정을 모두 기억하는 사람들이 많다.

### 장기 기억의 유형
존 로버트 앤더슨은 장기기억을 명시적 기억과 암묵적 절차 기억으로 구분하였다.
명시적 기억은 의식적인 회상을 통해 다시 호출되는 기억으로 보다 자세하게는 의미 기억과 일화 기억으로 나뉜다. 의미 기억은 "파리는 프랑스의 수도이다"와 같이 세계에 대한 추상적인 지식을 재인하는 것을 포함하며, 일화 기억은 "파리에서 만난 그 사람은 좀 별로였어"와 같이 개인적 감각과 감정의 연상에 사용된다. 일화 기억은 종종 첫 키스, 학교 첫날, 응원하는 팀의 첫 챔피언십 우승과 같은 인생의 "처음"을 반영한다. 이로서 사람들은 인생의 주요 사건을 명확하게 기억한다.
명시적 기억은 해마체를 비롯한 내측 측두엽 시스템의 여러 기능에 의해 지원된다. 자신의 삶에서 주요한 일들을 기억하는 자서전적 기억은 일화 기억의 한 종류로 여겨지고, 시각 기억을 통해 시각적 경험을 심상으로 기억한다. 시각적 기억은 일종의 지각 표상 체계를 통해 연관된 여러 기억들이 잇따라 떠오르는 점화를 일으킬 수 있다. 예를 들어 "빵"보다는 "의사"라는 단어가 "간호사"라는 단어를 쉽게 떠올리게 하며 상대의 설명을 듣고 단어를 맞추는 게임 등에서 흔히 이용된다.
절차 기억은 자동화된 행동으로 전환되어 나타나기 때문에 설명하기 어렵다는 특징이 있다. 자전거 타기, 신발끈 묶기와 같은 일들은 스스로 터득하고 나면 쉽게 다시 재현할 수 있으며 점점 더 능숙해 지지만 다른 사람에게 명확히 가르치기는 어렵다.

### 시간 방향에 따른 구분
1975년 존 미첨은 미국 심리학회 연례 회의에서 과거의 일을 기억하는 회고와 장래에 계획한 일을 기억하는 예정을 구분하는 발표를 하였고, 이후 율릭 나이서는 1982년 《기억 관찰: 자연스러운 맥락 안에서 회상하기》에 이를 포함하였다. 명시적 기억인 의미 기억, 일화 기억, 자서전적 기억 등은 모두 회고에 속하고 이에 반해 장래 기억은 미래에 대한 의도를 기억하는 것으로 사건을 기반으로 한 장래 기억과 시간을 기반으로 한 장래 기억으로 세분화될 수 있다. 병원 방문이 오후 4시에 예약되어 있다는 것을 기억하는 것이나 받은 편지함에 읽지 않은 메일이 있으면 이를 확인하는 것과 같이 단서에 의해 촉발되는 의도 등을 예로 들 수 있다. 단서에는 특별한 제한이 없으며 스스로가 의미를 파악할 수 있으면 모두 단서로 사용된다. 이 때문에 사람들은 메모를 쓰는 것 뿐만 아니라 손가락에 끈을 감거나 손수건을 묶는 것을 통해서도 장래 기억을 강화할 수 있다.

## 기억의 구성
기억은 흔히 녹음기처럼 작동한다고 생각되지만 실제로는 그렇지 않다. 기억의 형성과 유지의 기반이 되는 분자 메커니즘은 매우 역동적이며 몇 초부터 평생까지의 기간을 포괄하는 뚜렷한 단계로 구성된다. 기억의 구성을 통해 인간은 미래에 대한 예측이나 일어나지 않은 일에 대한 시나리오의 시뮬레이션을 상상할 수 있는 것으로 추측되고 있다. 미래는 과거의 반복이 아님에도 인간은 이전 경험 요소를 유연하게 추출하고 재결합하여 구성함으로써 이를 상상할 수 있기 때문에 이러한 과정은 과거의 경험에 대한 기억 역시 비슷한 과정을 통해 형성될 것이라는 가설의 근거가 된다. 1974년 엘리자베스 로프터스와 존 팔머는 피시험자들에게 교통사고에 대한 영화를 보고 난 뒤 질문하는 실험을 진행하였다. 이 연구에서 피시험자들은 "자동차가 부딛혔을 때 얼마나 빨리 달렸나?"라는 질문보다 "자동차가 충돌했을 때 얼마나 빨리 달렸나?"라는 질문에 대해 보다 높은 속도를 추정하였다. 일주일 뒤 영화에서 깨진 유리를 보았느냐는 질문에서도 부딛혔다는 표현 보다 충돌했다는 표현을 사용할 경우 더 높은 비율로 보았다는 응답이 나왔다. 이는 질문의 표현이 피시험자의 기억을 간섭하고 왜곡 시킬 수 있음을 보여준다.
한 번도 하지 않은 일도 반복적으로 상상하도록 요청하면 자신이 직접 한 일로 기억될 수 있다. 1998년 고프와 뢰디거의 실험에서 피시험자는 자신이 이쑤시개를 부러뜨렸다는 상상을 반복하도록 요청받았고 나중에 이쑤시개를 부러뜨렸냐는 질문에 그렇다고 답하는 경우가 있었다. 1996년 개리 팀의 실험에서는 손으로 유리창을 깨는 것과 같은 일들 여러 가지를 상상하도록 요구한 뒤 2 주 후 어렸을 때 그와 같은 행동을 한 적이 있는 지 물었고 응답자의 약 4분의 1이 그렇다고 답변하였다. 2013년에는 쥐의 기억을 인위적으로 자극하여 거짓된 기억을 주입하는 것이 가능하다는 실험이 있었다.
기억의 회상은 단순히 저장된 정보를 인출하는 것이 아니라 기억을 다시 통합시키는 과정을 수반하고 따라서 왜곡이 발생할 수 있다. 기억을 떠올릴 때의 맥락과 환경 등은 기억의 재통합에 영향을 미치며 기억은 매우 가변적이다.
불쾌한 기억으로 고통받는 사람들을 돕기 위한 방법의 일환으로 기억 변형이 연구되고 있다. 매우 강렬하게 받아들여진 경험이라도 시간이 지남에 따라 재통합 간섭의 영향을 받기 쉬워진다. 그러나 모든 기억이 이와 같이 변형될 수 있다는 의미는 아니다. 쥐를 이용한 미로 실험에서 새로 구성된 기억은 이전에 강화된 기억보다 좋은 방향이든 나쁜 방향이든 조작에 더 취약하다는 점이 밝혀졌지만 그것이 새로 형성된 기억인지 아니면 과거의 경험과 새로운 경험이 재결합한 것인지는 아직 알 수 없으며, 상황에 맞게 적절한 기억을 되찾을 수 있을 지에 대해서도 아직은 알 지 못한다.

## 생애 주기

### 유아의 기억
1980년대 중반까지만 해도 유아는 장기 기억을 지니지 않는다고 여겨졌고 경험을 저장하지도 유지하지도 못한다고 보았다. 최근 연구는 생후 6개월의 유아도 24시간 전의 정보를 기억하고 있다는 것을 밝혔다. 유아의 기억력은 빠르게 성장하여 생후 9월애는 최대 5주, 20개월에는 12개월 가량 기억을 유지할 수 있다. 경험을 기억하는 능력도 점차 상승하여 생후 6개월의 유아의 경우 대략 6번의 노출이 있어야 이를 기억하지만 14개월 이면 3번의 노출로도 기억할 수 있다.
사람들은 모두 유아기를 거치지만 생후 3년 이내의 기억은 쉽게 사라지기 때문에 자신의 경험을 통해 유아의 기억을 확인할 수는 없다. 그러나 여러 가지 관찰과 실험을 통해 유아의 기억을 연구할 수 있는 측정 방법이 개발되어 있다. 예를 들어 신생아 때부터 아기가 젖을 빠는 속도를 조절할 수 있다는 점에 착안하여 엄마의 목소리와 낮선 사람의 목소리를 구분할 수 있다는 것을 관찰한 실험이 있다. 이 실험에서 아기는 엄마의 목소리를 더 듣기 위해 젖빠는 속도를 조절하여 자신의 의도를 나타낼 수 있었다. 이와 같이 유아의 기억 관찰은 습관화 및 조작적 조건화 기술이 사용되며, 지연 모방 기법과 유도 모방 기법을 통해 유아의 회상 기억을 평가한다.
습관화에 의한 유아의 기억 관찰 사례로는 사람의 얼굴 사진을 제시하는 실험이 있다. 먼저 두 장의 사진을 숙지할 수 있도록 제시한 뒤 익숙해 진 사진과 새로운 사진을 제시하면 유아는 새로운 사진을 더 오래 바라보며 이를 통해 유아가 익숙해 진 사진을 기억하고 있음을 알 수 있다. 이 연구에서 생후 5-6 개월의 아이는 최대 14일 동안 정보를 유지할 수 있는 것으로 나타났다.
조작적 조건화 실험의 사례에는 아기의 발차기를 이용한 것이 있다. 유아용 침대에 눞힌 아이 머리위데 모빌을 걸고 이를 리본으로 아이의 발과 연결한다. 발을 차면 모빌이 움직인다는 것을 확인하면 아기는 몇 분 동안 발을 차는 속도가 극적으로 증가한다. 이 실험에서 생후 2-3 개월 된 아기는 발을 차면 모빌이 움직인다는 것을 일주일 정도 기억하였고 6개월 된 아기는 2주 동안 유지할 수 있었으며 18 개월 된 아기는 13주 뒤에도 이를 기억하고 있었다.
유아의 회상 기억을 평가하는 방법으로 특정 행동을 보여 준 뒤 시간을 두고 그 행동을 따라해 보도록 요청하는 지연 모방 기법과 유아가 행동을 즉시 따라해 보고 난 뒤 시간이 지나 그 행동을 재현해 보도록 요청하는 유도 모방 기법이 있다. 지연 모방 기법 측정에서 14개월 된 아이는 최대 4 개월 동안 일련의 행동을 기억할 수 있었고 유도 모방 기법에서 20개월 된 아이는 1년 뒤에도 행동 순서를 기억할 수 있었다.
정보를 시간의 순서로 기억하는 능력은 대략 생후 9개월이 되면 생기고 어른이 하는 행동을 보고 순서대로 따라할 수 있다. 생후 6개월까지의 미약한 기억력은 아직 해마체의 치아이랑과 신경망의 전두엽 구성요소가 완전히 발달하지 않는 것이 원인일 수 있다. 인간은 실제로 유년기 초기의 기억을 대부분 잃는다. "유아 기억상실"로 불리는 이 현상은 인간 뿐만 아니라 쥐와 같은 설치류 실험 동물에서도 관찰된다. 행동신경과학자 김지현은 이 기간 동안 일어나는 뇌의 급속한 성장이 유아 기억상슬의 원인이라고 제안한다.

### 노화
기억 상실은 노년기 질환인 알츠하이머병의 대표적 특징의 하나이지만, 별다른 병이 없는 정상적인 경우라 하더라도 노년기가 되면 장기 기억이 쇠퇴한다. 그러나 정상적인 노화에 의한 기억력 감퇴와 알츠하이머병과 같은 이유로 인한 기억 상실은 뚜렷한 차이가 있다. 노년기가 되면 오래전 기억이 희미해져 가는 것 외에도 새로운 경험을 기억하는 데 어려움을 겪고 새롭게 배운 내용을 시작적 순서대로 재현하는 것이나 아는 내용을 토대로 관련한 작업을 순서대로 진행하는 것에 종종 실수를 한다. 상황이나 맥락에 따른 기억도 어렵게 되며 징래에 어떤 것을 하기로 예정한 것에 대한 기억도 저하된다. 이 경우 약속을 기록하여 장래 기억 문제를 관리할 수 있다.
26세부터 106세까지 전두엽 피질의 유전자 전사를 살피면, 40세 이후 유전자 발현이 감소하며 특히 70세 이후 유전자 발현의 감소가 두드러진다. 기억의 유지와 학습에서 중요한 역할을 하는 유전자의 발현 감소로 DNA의 손상이 증가하고 이로 인해 기억력 감퇴와 학습 능력 감소가 나타나는 것으로 보인다.

## 망각

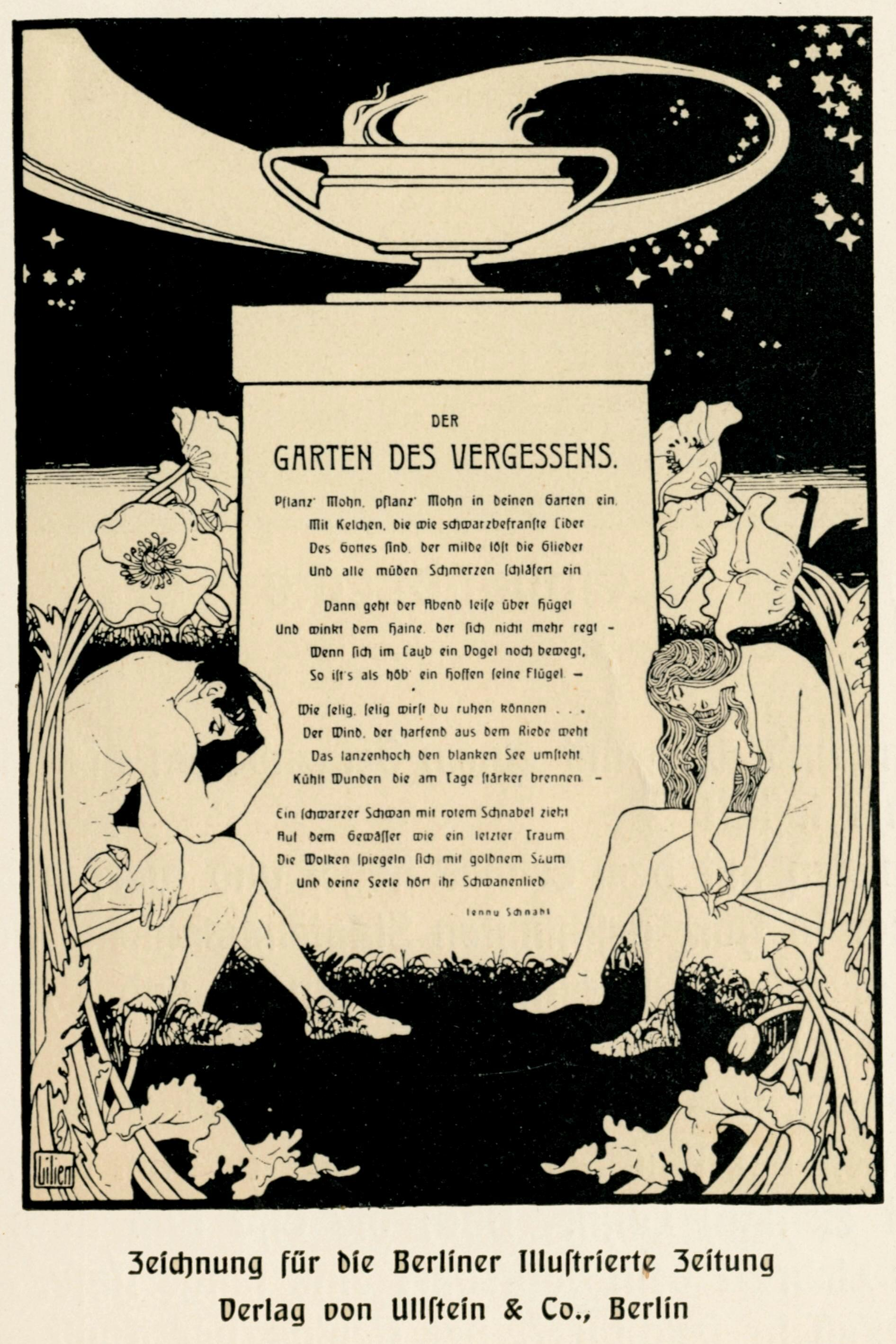
《망각의 정원》 - 에프라임 모시스 릴리의 작품.

감각 기억, 단기 기억, 장기 기억의 모든 단계에서 기억은 시간이 지남에 따라 희미해진다. 감각 기억이나 단기 기억 가운데 장기 기억으로 전환되지 않는 것은 모두 잊혀지며 이는 몇 초에서 몇 분 사이에 이루어 진다. 한편 장기 기억의 망각은 처음 며칠에서 몇 년 사이에 빠르게 일어나고 이후 보다 천천히 잊혀지는 패턴을 따른다. 단기 기억을 장기 기억으로 전환하여 오랫 동안 기억을 유지하는 것에는 주의를 집중하는 과정이 필요하다. 적절한 주의를 기울이지 않은 것은 완전히 망각되어 회상할 수 없다.

### 장애
오늘날의 기억에 대한 많은 지식은 기억상실에 대한 사례 연구에 기반하고 있다. 기억에 관여하는 뇌의 주요 부위는 해마체, 치아이랑, 해마이행부, 편도체, 해마옆이랑, 후각뇌속 피질 등의 해마구성체와 주변 부위들이고, 이 외에도 간뇌, 전뇌 기저부, 선조체 등도 관여한다. 소뇌 역시 조건 반사나 작업 기억과 같은 비서술적 기억에 관여한다. 대뇌 연합피질, 일차 청각피질, 전전대뇌피질은 단기 기억에 중요한 역할을 하며, 장기 기억의 부호화에는 내측두엽, 내측 시상, 그 리고 내배측 전전뇌피질이 참여한다. 기억상실에는 여러 종류가 있으며 각각의 사례를 비교함으로써 뇌의 기억에 관여하는 하위 시스템의 기능을 특정할 수 있었다. 알츠하이머병, 파킨슨병 등은 각기 특징적인 기억 상실을 초래하며 그 외의 신경 질환도 기억력과 인지력에 영향을 미칠 수 있다. 예를 들어 코르사코프 증후군은 전두엽 피질 내 신경 세포의 광범위한 손실 또는 수축으로 기억력에 악영향을 미치는 기질적 뇌 질환이다.
하고자 하는 말이 입안에서 맴도는데 정확히 기억되지 않는 설단 현상은 일시적인 기억상실의 하나로 장애는 아니지만, 특정 단어를 아예 기억하지 못하여 의미없는 말을 하거나 우회적으로 표현하는 명명실어증은 뇌의 전두엽 및 두정엽의 손상으로 지속적인 설단 현상을 보이는 장애이다.
바이러스 감염도 기억 장애를 초래한다는 보고가 있다. 코로나19에서 회복 중인 많은 환자들이 기억 상실을 경험하였고, SARS-CoV-1, MERS-CoV, 에볼라 바이러스, 심지어 인플루엔자 바이러스를 포함한 다른 바이러스도 기억 장애를 유발할 수 있다.

## 영향을 미치는 요인
여러 간섭이 기억을 방해할 수 있다. 소급 간섭은 새로 배운 내용이 많아 예전의 것이 기억나지 않는 경우처럼 새로운 경험에 의해 발생하는 간섭이다. 거꾸로 예전에 배운 내용 때문에 새로운 것을 기억하기 어려운 능동적 간섭도 있다. 이러한 간섭은 망각으로 이어질 수 있지만, 대부분은 이전의 학습 내용과 연계할 때 새로운 내용을 보다 잘 습득한다. 예를 들어 비슷한 종류의 외국어는 하나를 배우면 다른 것을 배우기 수월하다. 이를 긍적적 전이라 한다.

### 스트레스
스트레스는 기억 형성과 학습에 악영향을 미친다. 만성적인 스트레스 상황에 놓인 쥐는 해마체의 구조에 영향을 미치는 부신피질 호르몬을 생성하였다 독일의 인지심리학자 L. 슈발브와 O. 볼프는 스트레스 상황에서 인간의 학습 능률 저하와 회상 능력 감소를 확인하였다.
그러나 스트레스를 받는 상황에서도 학습이 맥락에 따라 연결되어 이루어지는 경우 기억력이 향상될 수도 있다. 스트레스가 없는 상태에서 이루어졌던 학습과 유사한 과제나 비슷한 환경을 유지할 경우 스트레스에 의한 능력 저하는 약화될 수 있다. 슈발브와 볼프는 72명의 대학생을 대상으로 한 실험에서 바닐란 향이 나는 방에서 카드의 위치릴 기억하도록 요구하였다. 이후 피시험자들을 스트레스에 노출된 집단과 그렇지 않은 대조군으로 나누었을 때, 스트레스를 받는 집단은 아무런 향이 나지 않는 방에서는 요구받은 과제를 수행하는 데 어려움을 겪지만 바닐라 향이 나는 방에서는 스트레스가 없던 수준까지 과제를 수행할 수 있었다. 이 경우 바닐라 향이라는 환경이 부정적 스트레스를 극복하는 데 영향을 준 것이다. 물론 스트레스에 노출되지 않은 댖군은 환경의 변화에 관계 없이 과제를 더 빠르게 수행할 수 있다.
스트레스는 다양한 영역에서 기억에 영향을 미칠 수 있다. 학생들은 낯선 시험장에서 평소 교실에서 보이던 것보다 학습내용을 기억하기 어려워 하며, 사건의 목격자는 사건 현장에서 보다 자세한 내용을 기억해 낼 수 있다.
스트레스 상황에서 분비되는 당질 코르티코이드는 해마체의 기능을 방해하며 장기간 이어지는 만성 스트레스 상항에서 학습 및 기억 능력을 저하시킨다. 저소득층의 아동이 소득이 높은 경우 보다 기억 능력이 떨어지는 경향이 있는 이유 가운데 하나는 생활에서 받는 스트레스가 보다 강하고 오래 지속되기 때문이다.

### 수면
뇌는 수면 중에 신경 연결이 강화되며 기억을 안정시키고 유지하는 능력을 향상시킨다. 특히 서파수면은 장기 기억의 통합과 유지에 중요하다. 수면 중에 해마체는 신피질로 그날의 기억들을 전달하며 신피질은 이를 검토하고 장기 기억에 재통합한다. 따라서 충분한 수면이 이루어지지 않으면 학습 능력이 저하되고 기억의 유지율도 떨어진다. 일부 연구 사례에서는 수면이 부족할 경우 기억이 제대로 통합되지 않아 잘못된 기억으로 이어졌다. 또한 여러 연구에서 충분한 수면이 훈련과 시험의 성과를 향상시키는 데 중요하다는 점이 확인되었다. 신경 영상 연구의 데이터는 수면 중에 전날의 작업 학습 중에 기록된 패턴을 반영한 뇌의 활성화 패턴이 나타남을 확인하였고 기억은 이러한 수면 중 활동을 통해 강화된다.

## 과학적 배경

### 유전학
인간의 경우엔 아직 초기 단계 이나, 동물 실험 분야에서는 유전자와 기억간의 연관에 대한 많은 조사가 있었다.  주목할만한 성과로 APOE 유전자와 알츠하이머병 기억 장애의 연관성 규명이 있다. 정상적인 장기 기억도 시간에 따라 변이하는데 이와 관련하여 KIBRA 단백질이 주목받고 있다
단기 기억과 달리 장기 기억은 새로운 단백질의 합성에 의존한다. 이는 세포체 내에서 발생하며 신경 세포 간의 의사소통 강도를 강화하는 특정한 송신기 및 수용체와 새로운 시냅스 경로의 형성과 관련이 있다. 해마체의 경우 신경 세로 내로 칼슘이 방출되어 시냅스 강화에 사용되는 단백질 생성을 촉발한다. 반복적인 시냅스 신호 전달 후에 배출되는 마그네슘이 NMDA 수용체의 칼슘 방출로 이어지면서 시냅스 강화 단백질 합성을 유도하게 된다. 이러한 메커니즘을 통해 신경세포는 장기강화를 이루어 안정적으로 연결된다.
장기강화에 관여하는 몇 가지 단백질들이 알려져 있다. 단백질 키나제 C의 자율 활성 형태인 PKMζ는 활성화에 의존적인 시냅스 강도의 강화를 유지한다. PKMζ의 합성을 억제하면 단기 기억에 영향을 주지 않고 장기 기억을 삭제한다. 억제제를 제거하여 PKMζ의 합성이 다시 이루어지면 장기 기억 능력이 복원된다. 한편 뇌유래신경영양인자 역시 장기 기억의 지속에 중요하다.
시냅스 변화의 장기적인 안정화는 화학적 시냅스, 수상돌기가시, 시냅스후 치밀질과 같은 시냅스의 앞뒤 구조의 동시적 증가에 의해 결정된다. 시냅시 확대의 안정화에는 PSD-95와 HOMER1c와 같은 단백질이 상관관계가 있는 것으로 보고되었다. cAMP 반응 요소 결합 단백질은 단기 기억에서 장기 기억을 통합하는 데 중요한 것으로 여겨지고 알츠하이머병에서 하향 조절되는 것으로 보이는 전사인자이다.
상황에 따른 공포 조건화와 같은 강렬한 학습 이벤트에 노출된 쥐는 단 한 번의 훈련으로도 해당 이벤트를 평생 유지할 수 있다. 이러한 장기 기억은 처음에는 해마체에 일시적으로 저장되었다가 대부분은 전대상피질에서 보전되는 것으로 보인다. 실험에서 이러한 이벤트에 노출된 쥐는 훈련 후 1시간에서 24시간 사이 해마체 신경 게놈에 5천 개 이상의 서로 다른 메틸화된 DNA 영역이 나타났다. 메틸화 패턴의 이러한 변화는 평소 발현이 하향 조절되어 있는 유전자에서 발생했는데, 이는 종종 DNA 염기서열에서 시토신-인산기-구아닌이 반복되는 구간인 CpG 풍부 영역에 새로운 5-메틸시토신 부위가 형성되어 일어난다. 반면 다른 구역의 많은 유전자는 탈메틸화 되며 종종 DNA에 있던 기존의 5-메틸시토신에서 메틸기가 제거되어 발생한다. 강렬한 학습 사건 이후 이러한 메틸화 및 탈메틸화에 의해 유도된 신경 세포 변화가 장기 기억의 분자적 기초일 가능성이 있다.

### 후생유전학
기억 형성에 대한 분자적 기초에 대한 연구로 뇌의 신경 세포에서 후성유전학적 메커니즘이 중심적인 역할을 한다는 것이 나타났다. DNA의 메틸화 및 탈메틸화 외에도 아세틸화 및 탈아세틸를 포함한 히스톤 단백질의 변형 역시 기억 형성의 메커니즘에 포함된다.
기억 형성에서 뇌 활동의 자극은 유전자 발현의 변형뿐만 아니라 종종 DNA 수선을 통한 복구도 이루어진다. 특히 비상동말단연결과 염기절단복구가 기억 형성에 관여한다.

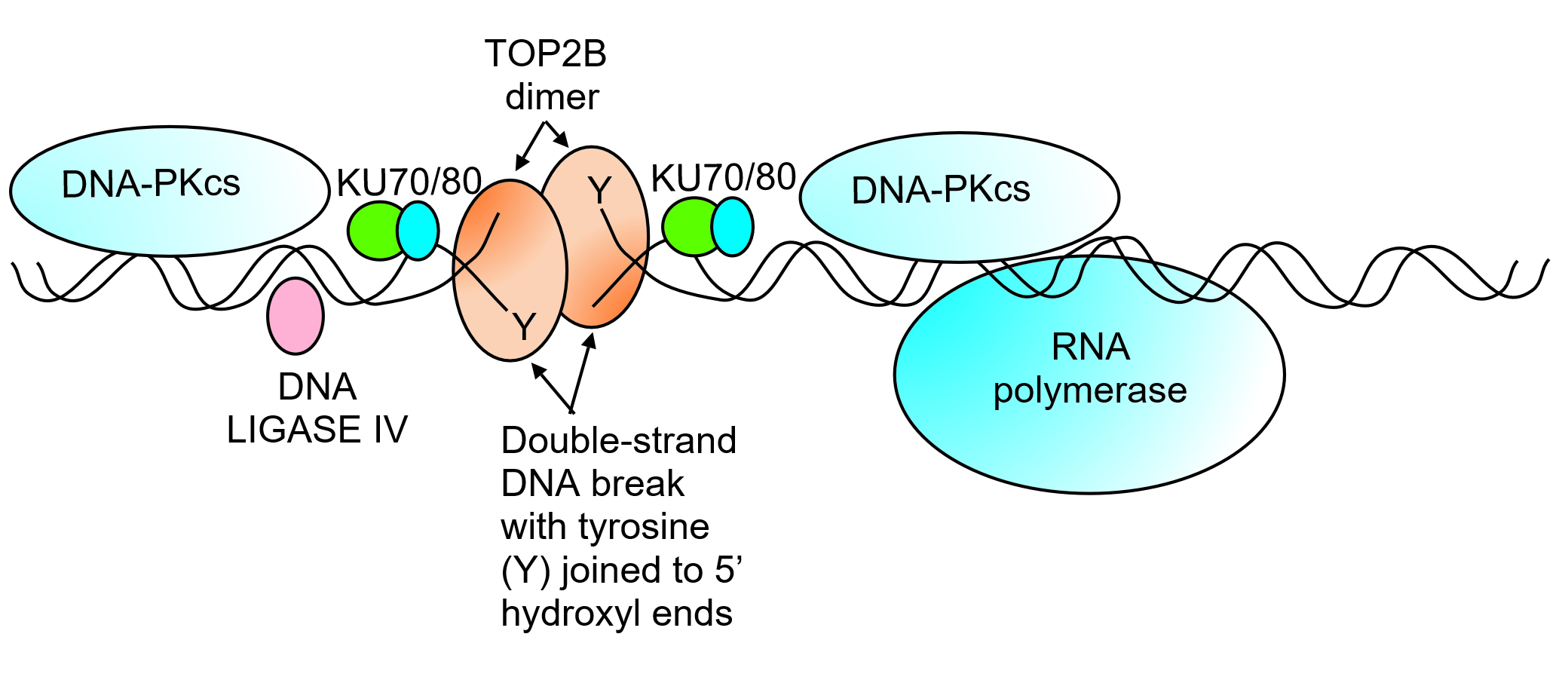
정지된 RNA 중합효소와 TOP2B에 의해 유도된 이중나선 절단이 있는 전사 시작 부위의 프로모터 내 조절 서열

새로운 학습 경험을 하는 동안 일련의 유전자가 뇌에서 빠르게 발현된다. 이러한 즉각발현유전자(IEG)의 유전자 발현 유도는 학습되는 정보를 처리하는 데 필수적인 것으로 보인다. DNA 회전효소 2-베타(TOP2B)는 생쥐의 공포 기억 실험에서 즉각적으로 발현하는 유전자의 작동에 필수적이다. TOP2B는 신경가소성에서 기능하는 IEG 유전자의 촉진유전자에서 이중 나선의 절단을 빠르게 유발하며. 이렇게 절단된 가닥은 단백질 형성 이후 다시 DNA 탈메틸화 과정에서 복구된다.
학습 경험 중에 유발된 이중나선의 절단이 즉시 복구되지는 않는다. TOP2B에 의해 개시된 이중나선 절단에 대해 프로모터의 경우 약 600개, 증폭자의 경우 약 800개의 조절 서열이 있어 우선 순위에 따라 작동한다. TOP2B가 어느 부분을 특정하여 절단할 것인지는 유도되는 신호에 의해 구체적으로 지정된다. 시험관 내에서 활성화 된 신경 세포는 TOP2B에 의해 유발된 것들 가운데 단 22개만이 실제로 활성화 되었다.

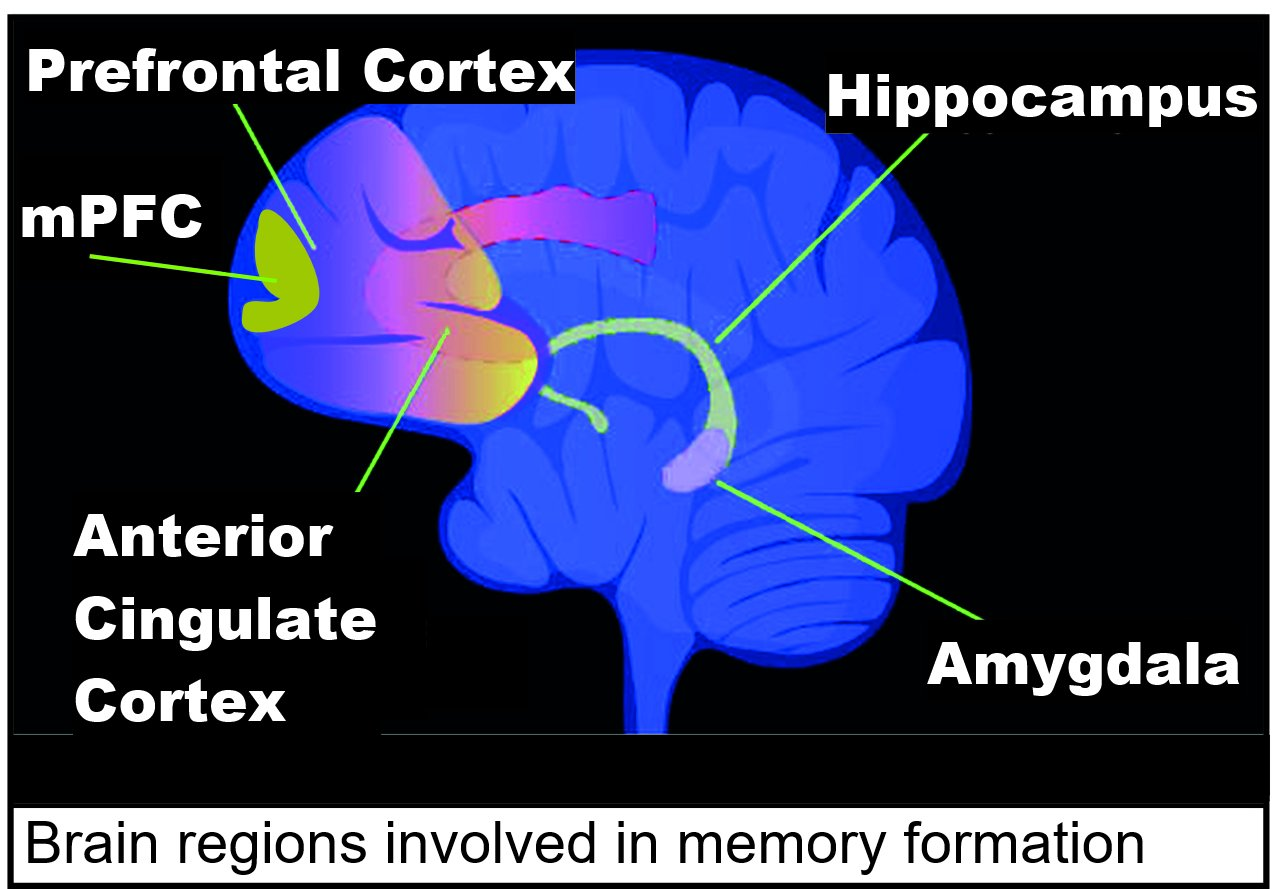
내측전두엽 피질(mPFC)을 비롯한 기억 형성에 관여하는 뇌 영역

TOP2B에 의해 유도된 이중나선 절단은 비상동말단연결을 통해 약 15분에서 2시간 이내에 절단부위를 복구하며, 이 때 DNA-PKcs, KU70, KU80 및 DNA LIGASE IV 등  최소 4개의 효소가 복구에 관여 한다. 따라서 프로모터의 이중나선 절단은 TOP2B뿐만 아니라 최소 4가지의 복구 효소와 연관되어 있다. 이들 단백질의 발현을 지시하는 표적 유전자는 전사 시작 부위 근처에 위치한 단일 프로모터 뉴클레오솜에 동시에 존재한다.
TOP2B에 의해 도입된 이중나선의 절단은 RNA 중합효소에 결합된 전사 시작 부위의 프로모터를 자유럽게 하는 것으로 보이며 이와 연관된 증폭자로 이동하게 한다. 전사인자와 매개 단백질을 지닌 증폭자가 전사 시작 부위에서 정지된 RNA 중합효소와 직접 상호작용하여 전사가 시작될 수 있도록 한다.
쥐의 공포조건화 실험에서 쥐는 조건이 발생한 위치에 대한 두려움을 기억하게 되며 내측전두엽 피질과 해마체에서 수백개의 이중나선 절단을 유발한다. 이러한 이중나선 절단은 주로 학습과 기억에 중요한 시냅스 과정과 관련된 유전자를 활성화한다.

### 인지신경과학
인지신경과학은 기억을 경험의 유지, 재활성화 및 재구성을 통해 확립되는 독립적이고 내적인 정신적 표상으로 간주한다. 정신적 표상으로서 기억은 의식 수준에서의 표현과 신체적 수준에서 신경의 변화로 구분된다. 신체적 수준에서 기억은 기억흔적을 남기지만 이것이 경험에 따른 모든 신체 변화를 포괄하는 지에 대해서는 이론이 있다.
인지신경과학은 정보와 정신적 경험에 따른 신경 변화를 연구하며 신경가소성과 같은 중요한 사실들을 확인하였지만 현재까지는 단순한 학습에 연관된 사항들만이 알려져 있고 일화 기억 등의 보다 복합적인 기억에 대해서는 명확치 않다. 감각과 정보의 유형, 작동 방식 등에 따라 여러 종류의 기억이 있다는 점을 감안하면 기억 표상은 뇌의 서로 다른 영역이 상호 관계하며 형성되고 유지되는 것으로 보인다. 기억 표상에 대한 뇌의 활동 관찰은 넓게 분포한 여러 부분이 동시에 활성화 되는 것을 보인다.
심리학 실험으로 확인된 기억의 종류들은 신경학적 관찰을 통해서도 확인된다. 작업 기억은 감각을 통해 전달되는 개별 신경 세포의 입력을 감각이 사라진 뒤에도 지속하며, 일화 기억의 입력에는 시넵스 전달을 변경하는 분자 구조의 지속적 변화가 포함된다. 장기 기억과 밀접한 연관을 갖는 내측두엽과 전두엽피질 모두에서 작업 기억에서 유래한 신호를 발견하였는데 이는 작업 기억과 장기 기억 사이의 밀접한 연관을 시사한다. 장기 기억은 종종 단기 및 작업 기억의 응고화로 표현되지만 단순한 저장과 인출만을 담당하지 않으며 계속하여 통합과 재통합을 통해 구축된다. 분자 수준에서 보면 단기 기억의 장기 기억 전환은 시냅스 통합과 시스템 통합의 두 과정으로 진행된다. 시냅스 통합은 내측두엽의 단백질 합성 과정을 포함하며 비교적 이른 시기의 기억 전환에 보다 관여하는 데 비해 시스템 통합은 수개월에서 수년에 걸쳐 장기 기억을 독립적인 것으로 변환한다. 전통적으로는 장기 기억이 이러한 과정을 통해 응고화되어 유지된다고 보았으나 최근 장기 기억도 회상의 과정에서 새롭게 업데이트된다는 점이 밝혀졌다. 재통합된 장기 기억은 처음 기억의 단순한 복사물이 아니라 이후의 경험과 행동들에 의해 새롭게 고쳐진 기억이다.

## 같이 보기
- 기억상실
- 기억장치
- 해마체
- 벼락치기 공부
- 헤르만 에빙하우스
  - 망각 곡선
- 서술 기억
- 비서술 기억(non-declarative memory, 암묵적 기억)
- 명시적 기억(외현 기억)
- 기억술